# Axeltorv (Fredericia)
 For alternative betydninger, se Axeltorv. (Se også artikler, som begynder med Axeltorv)
Axeltorv er et torv i Fredericia. Torvet har været en central plads i byen siden dens anlæggelse i 1895 og det har igennem tiden været plads for byens marked. Torvet blev gennemgribende renoveret i 2008.